# CSM Corona Brașov (handbal feminin)

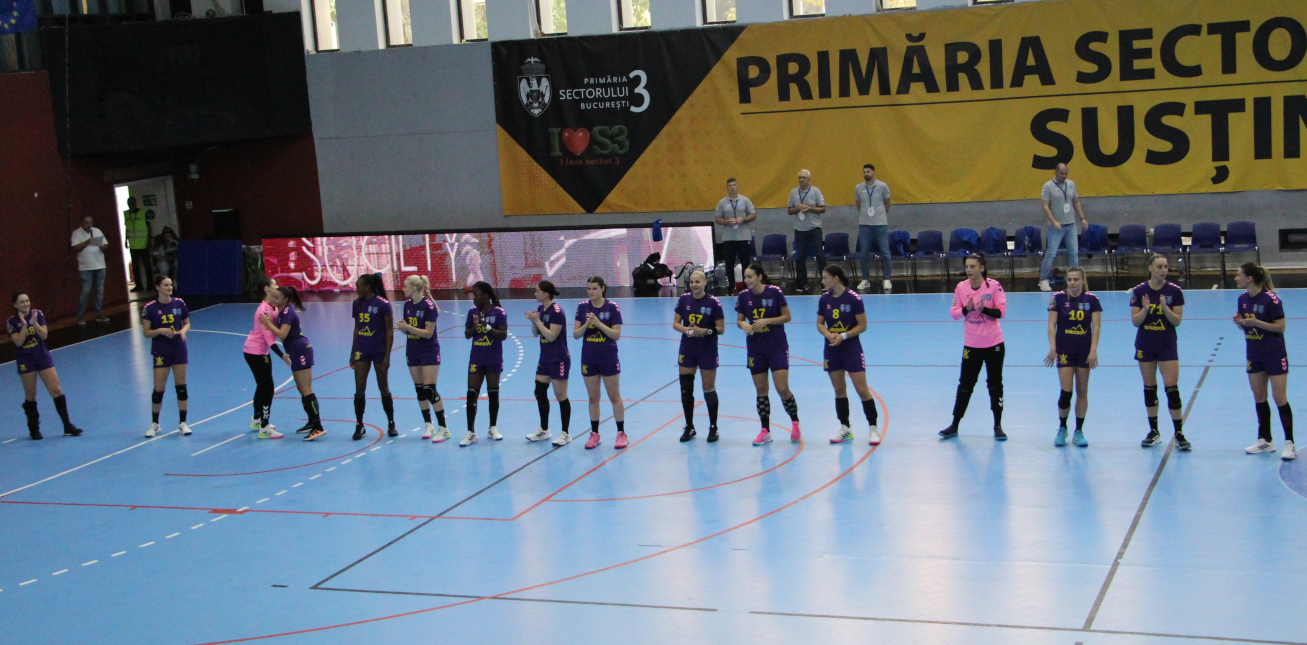
Echipa în 2023

Corona Brașov, secție a clubului CSM Corona Brașov, este o echipă de handbal feminin care din sezonul 2023-2024 evoluează în Liga Națională. Până în 6 decembrie 2019 echipa a activat în Liga Națională, de unde a fost retrogradată în sezonul 2019-2020. Din 2020 până în 2023 a evoluat în Divizia A.  Își desfășoară meciurile de pe teren propriu în Sala Sporturilor „Dumitru Popescu Colibași”. Echipa este antrenată de Bogdan Burcea.

## Palmares
- Cupa Campionilor Europeni:
  - Semifinalistă (1): 1982

- Cupa Cupelor:
  -  Finalistă (1): 2008

- Cupa EHF:
  - Semifinalistă (2): 2009, 2016
  - Sfertfinalistă (2): 1988, 2007

- Cupa Challenge:
  -  Câștigătoare (1): 2006
  - Sfertfinalistă (1): 1998

- Liga Națională:
  -  Câștigătoare (2): 1981, 2006
  -  Locul 2 (5): 1984, 2007, 2008, 2009, 2014
  -  Locul 3 (4): 1983, 1987, 2015, 2016

- Cupa României:
  -  Câștigătoare (2): 1981, 2006
  -  Finalistă (4): 1984, 1995, 2007, 2013
  -  Locul 3 (1): 2014
  - Semifinalistă (5): 1982, 1983, 1986, 1989, 2002

- Supercupa României:
  -  Finalistă (1): 2007

## Meciuri europene
Conform Federației Europene de Handbal și Federației Române de Handbal:
| Sezon   | Competiție                  | Fază                              | Club                           | Tur   | Retur | Total                    |                |                |
| ------- | --------------------------- | --------------------------------- | ------------------------------ | ----- | ----- | ------------------------ | -------------- | -------------- |
|         |                             |                                   |                                |       |       |                          |                |                |
| 1981-82 | Cupa Campionilor Europeni   | 1/8 de finală                     | Iskra Partizánske              | 24-21 | 15-16 | 39–37                    |                |                |
| 1981-82 | Cupa Campionilor Europeni   | 1/4 de finală                     | Hypobank Viena                 | 22-14 | 22-27 | 44–41                    |                |                |
| 1981-82 | Cupa Campionilor Europeni   | Semifinale                        | Radnicki Belgrad               | 24-17 | 19-32 | 43–49                    |                |                |
|         |                             |                                   |                                |       |       |                          |                |                |
| 1984-85 | Cupa IHF                    | 1/8 de finală                     | ASK Vorwärts                   | 25-18 | 11-22 | 36–40                    |                |                |
|         |                             |                                   |                                |       |       |                          |                |                |
| 1986-87 | Cupa IHF                    | 1/8 de finală                     | Buducnost Titograd             | 27-18 | 18-30 | 45–48                    |                |                |
|         |                             |                                   |                                |       |       |                          |                |                |
| 1987-88 | Cupa IHF                    | 1/8 de finală                     | ES Besançon                    | 20-14 | 21-25 | 41–39                    |                |                |
| 1987-88 | Cupa IHF                    | 1/4 de finală                     | Eglė Vilnius                   | 17-21 | 15-20 | 32–41                    |                |                |
| 1987-88 | Cupa IHF                    |                                   |                                |       |       |                          |                |                |
| 1995-96 | Cupa Cupelor                | 1/16 de finală                    | Kraš Zagreb                    | 24-25 | 14-18 | 38–43                    |                |                |
|         |                             |                                   |                                |       |       |                          |                |                |
| 1997-98 | Cupa Orașelor               | 1/8 de finală                     | Drut Beliniche                 | 38-19 | 29-20 | 67–39                    |                |                |
| 1997-98 | Cupa Orașelor               | 1/4 de finală                     | Frankfurter HC                 | 32-33 | 24-26 | 53–58                    |                |                |
|         |                             |                                   |                                |       |       |                          |                |                |
| 2005-06 | Cupa Challenge Câștigătoare | Turul 3                           | Panellinios Lefkosias          | 50-9  | 40-17 | 90–26                    |                |                |
| 2005-06 | Cupa Challenge Câștigătoare | 1/8 de finală                     | Academia Podatkova Irpin       | 42-24 | 45-19 | 87–43                    |                |                |
| 2005-06 | Cupa Challenge Câștigătoare | 1/4 de finală                     | Cercle Dijon Bourgogne         | 32-19 | 18-19 | 50–38                    |                |                |
| 2005-06 | Cupa Challenge Câștigătoare | Semifinale                        | Merignac Handball              | 23-25 | 25-22 | 48–47                    |                |                |
| 2005-06 | Cupa Challenge Câștigătoare | Finala                            | CS Tomis Constanța             | 30-22 | 25-24 | 55–46                    |                |                |
|         |                             |                                   |                                |       |       |                          |                |                |
| 2006-07 | Liga Campionilor            | Turul 1                           | Madeira Andebol SAD            | 31–20 | 30–23 | 61–43                    |                |                |
| 2006-07 | Liga Campionilor            | Turul 2                           | FTC Budapesta                  | 24–30 | 30–29 | 54–59 Cupa EHF           | 54–59 Cupa EHF | 54–59 Cupa EHF |
| 2006-07 | Cupa EHF                    | Turul 3                           | FCK Håndbold                   | 29-24 | 25-17 | 51–41                    |                |                |
| 2006-07 | Cupa EHF                    | 1/8 de finală                     | SD Itxako Estella              | 21-14 | 21-18 | 39–35                    |                |                |
| 2006-07 | Cupa EHF                    | 1/4 de finală                     | SC Zvezda Zvenigorod           | 19-26 | 18-35 | 37–60                    |                |                |
|         |                             |                                   |                                |       |       |                          |                |                |
| 2007-08 | Cupa Cupelor                | Turul 3                           | GAS Anagennisi Artas           | 32-24 | 33–20 | 65–44                    |                |                |
| 2007-08 | Cupa Cupelor                | 1/8 de finală                     | DVSC Aquaticum                 | 30–30 | 25–20 | 55–50                    |                |                |
| 2007-08 | Cupa Cupelor                | 1/4 de finală                     | RK Krim Mercator Ljubljana     | 29–27 | 27–26 | 56–52                    |                |                |
| 2007-08 | Cupa Cupelor                | Semifinale                        | AKABA BeraBera                 | 27–28 | 39–30 | 66–59                    |                |                |
| 2007-08 | Cupa Cupelor                | Finala                            | Larvik HK                      | 21–25 | 19–25 | 40–50                    |                |                |
|         |                             |                                   |                                |       |       |                          |                |                |
| 2008-09 | Liga Campionilor            | Turneul de calificare 2 (Grupa 3) | ŠKP Bratislava                 | 30–21 | 30–21 | Cupa EHF                 |                |                |
| 2008-09 | Liga Campionilor            | Turneul de calificare 2 (Grupa 3) | SPR ASSECO BS Lublin           | 42–37 | 42–37 | Cupa EHF                 |                |                |
| 2008-09 | Liga Campionilor            | Turneul de calificare 2 (Grupa 3) | Ikast-Brande EH                | 35–45 | 35–45 | Cupa EHF                 |                |                |
| 2008-09 | Cupa EHF                    | Turul 3                           | VOC Amsterdam                  | 35-23 | 49-15 | 84–38                    |                |                |
| 2008-09 | Cupa EHF                    | 1/8 de finală                     | Fehérép Alcoa FKC              | 33–33 | 36–27 | 69–60                    |                |                |
| 2008-09 | Cupa EHF                    | 1/4 de finală                     | Byasen HE                      | 31–27 | 29–22 | 60–49                    |                |                |
| 2008-09 | Cupa EHF                    | Semifinale                        | SD Itxako                      | 23-23 | 27-28 | 50–51                    |                |                |
|         |                             |                                   |                                |       |       |                          |                |                |
| 2009-10 | Liga Campionilor            | Turneul de calificare 2 (Grupa 1) | SPR Lublin SSA                 | 24–30 | 24–30 | Cupa EHF                 |                |                |
| 2009-10 | Liga Campionilor            | Turneul de calificare 2 (Grupa 1) | HC Sassari                     | 43–37 | 43–37 | Cupa EHF                 |                |                |
| 2009-10 | Liga Campionilor            | Turneul de calificare 2 (Grupa 1) | Byasen HE                      | 23–41 | 23–41 | Cupa EHF                 |                |                |
| 2009-10 | Cupa EHF                    | Turul 3                           | HCM Știința Baia Mare          | 28-37 | 31-26 | 59–63                    |                |                |
|         |                             |                                   |                                |       |       |                          |                |                |
| 2013-14 | Cupa Cupelor                | Turul 3                           | RK Lokomotiva Zagreb           | 23-25 | 23-25 | 46–50                    |                |                |
|         |                             |                                   |                                |       |       |                          |                |                |
| 2014-15 | Cupa EHF                    | Turul 3                           | Iuventa Michalovce             | 31-28 | 34-27 | 65–55                    |                |                |
| 2014-15 | Cupa EHF                    | Optimi                            | Astrahanocika                  | 25-36 | 26-22 | 51–58                    |                |                |
|         |                             |                                   |                                |       |       |                          |                |                |
| 2015-16 | Cupa EHF                    | Turul 3                           | Pogon Baltica Szczecin         | 24-24 | 24-20 | 48–44                    |                |                |
| 2015-16 | Cupa EHF                    | Optimi                            | HCM Roman                      | 22–21 | 26–21 | 48–42                    |                |                |
| 2015-16 | Cupa EHF                    | Sferturi de finală                | HC Odense                      | 29–21 | 21–21 | 50–42                    |                |                |
| 2015-16 | Cupa EHF                    | Semifinale                        | TuS Metzingen                  | 22-26 | 23-30 | 45–56                    |                |                |
|         |                             |                                   |                                |       |       |                          |                |                |
| 2016-17 | Cupa EHF                    | Turul 1                           | HŽRK Grude                     | 43-16 | 40-17 | 83–33                    |                |                |
| 2016-17 | Cupa EHF                    | Turul 2                           | SG BBM Bietigheim              | 24-37 | 19-23 | 43–60                    |                |                |
|         |                             |                                   |                                |       |       |                          |                |                |
| 2019-20 | Cupa EHF                    | Turul 2                           | Super Amara Bera Bera          | 35-30 | 32-33 | 67–63                    |                |                |
| 2019-20 | Cupa EHF                    | Turul 3                           | CS Gloria 2018 Bistrița-Năsăud | 27-25 | 22-24 | 49–49 (a) ✳              |                |                |
| 2019-20 | Cupa EHF                    | Faza grupelor (Grupa C)           | MKS Lublin SA                  |       |       | Suspendată și înlocuită✳ |                |                |
| 2019-20 | Cupa EHF                    | Faza grupelor (Grupa C)           | ÉRD                            |       |       | Suspendată și înlocuită✳ |                |                |
| 2019-20 | Cupa EHF                    | Faza grupelor (Grupa C)           | Odense Håndbold                |       |       | Suspendată și înlocuită✳ |                |                |

✳ În Turul 3 (9 și 17 noiembrie 2019), scorul general a fost egal, 49-49, iar Corona Brașov s-a calificat în faza grupelor, datorită faptului că a înscris mai multe goluri în deplasare, 27 față de 22 de goluri cât a înscris CS Gloria 2018 Bistrița-Năsăud. Pe 19 noiembrie 2019, agenția română anti-doping ANAD a anunțat că a notificat trei sportive de la clubul de handbal Corona Brașov că sunt suspectate de utilizarea unei metode interzise, terapia cu laser intravenos. Federația Europenă de Handbal a luat la cunoștință de această situație, în data de 22 noiembrie 2019. Pe 25 noiembrie, ANAD a decis suspendarea temporară a celor trei handbaliste. Ulterior, ancheta ANAD a fost extinsă împotriva tuturor jucătoarelor clubului iar în 3 decembrie 2019, toate jucătoarele echipei Corona Brașov au fost suspendate provizoriu din competițiile organizate de FRH. Pe 5 decembrie 2019, EHF a suspendat provizoriu echipa Corona Brașov și jucătoarele acesteia din competițiile europene de handbal. Pe 9 decembrie 2019, EHF a decis înlocuirea Coronei Brașov cu CS Gloria 2018 Bistrița-Năsăud în faza grupelor a Cupei EHF.

## Sezoane recente
Conform Federației Române de Handbal și Federației Europene de Handbal:
Până în sezonul 1996-1997 primul eșalon al handbalului românesc s-a numit Divizia A (DA) iar al doilea eșalon s-a numit Divizia B (DB). Din sezonul 1997-1998 primul eșalon al handbalului românesc s-a numit Liga Națională (LN) iar al doilea eșalon s-a numit Divizia A (DA).
Cupa României s-a desfășurat începând cu sezonul 1977-1978. În sezoanele 1990-1991, 1999-2000, 2000-2001, 2004-2005, 2007-2008, 2008-2009, 2009-2010 și 2011-2012 nu a fost organizată.
Supercupa României s-a desfășurat începând cu sezonul 2006-2007. În sezoanele 2007-2008, 2008-2009, 2009-2010 și 2011-2012 nu a fost organizată.
| Sezon   | Competiție națională | Loc    | Cupa României | Supercupa României | Competiție europeană      | Competiție europeană |
| ------- | -------------------- | ------ | ------------- | ------------------ | ------------------------- | -------------------- |
| 1974-75 | DB                   | 1      |               |                    |                           |                      |
| 1975-76 | DA                   | 12     |               |                    |                           |                      |
| 1976-77 | DB                   |        |               |                    |                           |                      |
| 1977-78 | DB                   | 1      |               |                    |                           |                      |
| 1978-79 | DA                   | 4      |               |                    |                           |                      |
| 1979-80 | DA                   | 8      |               |                    |                           |                      |
| 1980-81 | DA                   | Aur    | Câștigătoare  |                    |                           |                      |
| 1981-82 | DA                   | 6      | Semifinalistă |                    | Cupa Campionilor Europeni | Semifinalistă        |
| 1982-83 | DA                   | Bronz  | Semifinalistă |                    |                           |                      |
| 1983-84 | DA                   | Argint | Finalistă     |                    |                           |                      |
| 1984-85 | DA                   | 4      |               |                    | Cupa IHF                  | Optimi               |
| 1985-86 | DA                   | Argint | Semifinalistă |                    |                           |                      |
| 1986-87 | DA                   | Bronz  |               |                    | Cupa IHF                  | Optimi               |
| 1987-88 | DA                   | 4      |               |                    | Cupa IHF                  | Sfertfinalistă       |
| 1988-89 | DA                   | 7      | Semifinalistă |                    |                           |                      |
| 1989-90 | DA                   | 6      |               |                    |                           |                      |
| 1990-91 | DA                   | 9      |               |                    |                           |                      |
| 1991-92 | DA                   | 11     |               |                    |                           |                      |
| 1992-93 | DB                   | 1      |               |                    |                           |                      |
| 1993-94 | DA                   | 9      |               |                    |                           |                      |
| 1994-95 | DA                   | 8      | Finalistă     |                    |                           |                      |
| 1995-96 | DA                   | 6      |               |                    | Cupa Cupelor              | Șaisprezecimi        |
| 1996-97 | DA                   | 4      |               |                    |                           |                      |
| 1997-98 | LN                   | 7      |               |                    | Cupa Orașelor             | Sfertfinalistă       |
| 1998-99 | LN                   | 6      |               |                    |                           |                      |
| 1999-00 | LN                   | 7      |               |                    |                           |                      |

| Sezon   | Competiție națională | Loc    | Cupa României | Supercupa României | Competiție europeană        | Competiție europeană                 |
| ------- | -------------------- | ------ | ------------- | ------------------ | --------------------------- | ------------------------------------ |
| 2000-01 | LN                   | 9      |               |                    |                             |                                      |
| 2001-02 | LN                   | 8      | Semifinalistă |                    |                             |                                      |
| 2002-03 | LN                   | 7      |               |                    |                             |                                      |
| 2003-04 | LN                   | 7      |               |                    |                             |                                      |
| 2004-05 | LN                   | 5      |               |                    |                             |                                      |
| 2005-06 | LN                   | Aur    | Câștigătoare  |                    | Cupa Challenge              | Câștigătoare                         |
| 2006-07 | LN                   | Argint | Finalistă     | Finalistă          | Liga Campionilor / Cupa EHF | Turul 2 / Sfertfinalistă             |
| 2007-08 | LN                   | Argint |               |                    | Cupa Cupelor                | Finalistă                            |
| 2008-09 | LN                   | Argint |               |                    | Liga Campionilor / Cupa EHF | Turneu de calificare / Semifinalistă |
| 2009-10 | LN                   | 12     |               |                    | Liga Campionilor / Cupa EHF | Turneu de calificare / Turul 3       |
| 2010-11 | LN                   | 9      |               |                    |                             |                                      |
| 2011-12 | LN                   | 6      |               |                    |                             |                                      |
| 2012-13 | LN                   | 6      | Finalistă     |                    |                             |                                      |
| 2013-14 | LN                   | Argint | Semifinalistă |                    | Cupa Cupelor                | Turul 3                              |
| 2014-15 | LN                   | Bronz  |               |                    | Cupa EHF                    | Optimi                               |
| 2015-16 | LN                   | Bronz  |               |                    | Cupa EHF                    | Semifinalistă                        |
| 2016-17 | LN                   | 6      |               |                    | Cupa EHF                    | Turul 2                              |
| 2017-18 | LN                   | 7      |               |                    |                             |                                      |
| 2018-19 | LN                   | 5      |               |                    |                             |                                      |
| 2019-20 | LN                   | ✳      | ✳✳✳           |                    | Cupa EHF                    | Grupe✳✳                              |
| 2020-21 | DA                   | 3      |               |                    |                             |                                      |
| 2021-22 | DA                   | 3      |               |                    |                             |                                      |
| 2022-23 | DA                   | 1      |               |                    |                             |                                      |
| 2023-24 | LN                   | 8      |               |                    |                             |                                      |

✳ Retrogradată din campionat.
✳✳ Suspendată și înlocuită din grupele Cupei EHF.
✳✳✳ Eliminată după ce Comisia Centrală de Apel a FRH a sancționat echipa cu pierderea meciului din șaisprezecimi Cupei României cu scorul de 0–10.

## Istoric

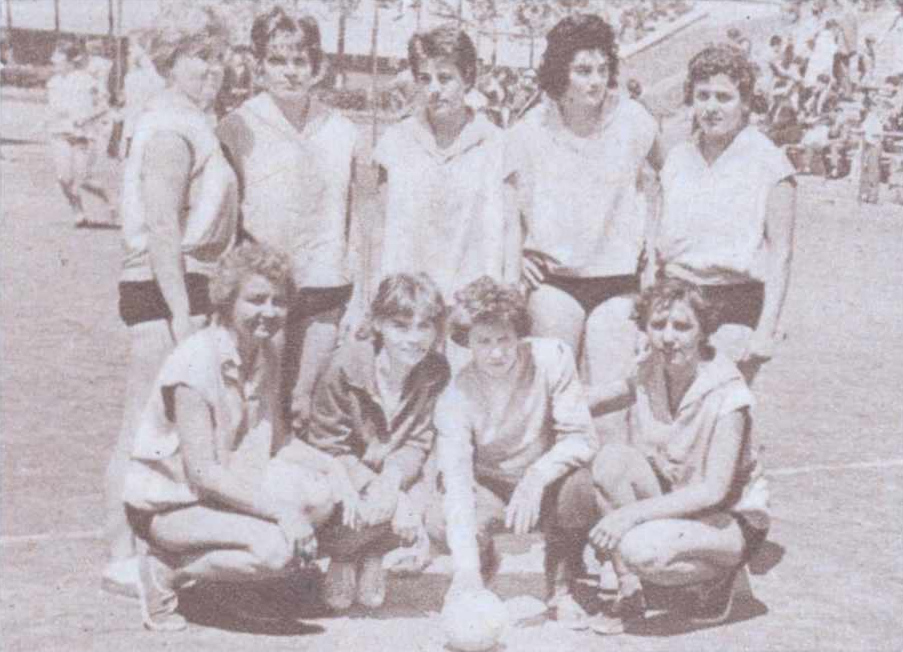
Echipa în 1962

Rulmentul Brașov s-a înființat în 1959, la inițiativa atletului Victor Pop, pe atunci salariat la Uzina Rulmentul din Brașov, iar pe 15 septembrie 1960 a fost afiliată la Federația Română de Handbal. Echipa a fost îndrumată în acea perioadă, printre alții, de Ioan Donca sau Dumitru Popescu Colibași. În 1963, câștigă campionatul Regiunii Brașov, trece barajele de promovare și ajunge în primul eșalon al handbalului românesc din acea vreme, Campionatul Național Categoria A. Rezistă doar un sezon și retrogradează în al doilea eșalon. În 1965 revine pe prima scenă, unde va evolua pentru următoarele nouă sezoane. Ocupă locuri în partea superioară a clasamentului, dar în sezonul 1973-1974, retrogradează pentru a doua oară. Promovează în 1975, dar după numai un sezon retrogradează. După două sezoane în Campionatul Național Categoria B, în 1978 promovează din nou. În sezonul 1980-1981, sub conducerea lui Remus Drăgănescu obține titlu de campioană și câștigă Cupa României. Lotul de atunci: Elena Oprea, Lenuța Nuțu, Manuela Neica, Viorica Drăgușel, Cristina Tache, Monica Chiriță, Adriana Petruț, Maria Furtună, Irena Oancea, Rodica Marian, Tatiana Constantin, Ursula Roman, Darinca Andrei, Hedda Rhein și Aurelia Zamfir. Sezonul următor, ocupă locul șase și joacă semifinalele Cupei României iar la nivel internațional ajunge până în semifinalele Cupei Campionilor Europeni. În 1984 și 1986 devine vicecampioană națională, în 1983 și 1987 termină pe locul trei, iar în Cupa României ajunge până în semifinale în 1983, 1986 și 1989, disputând finala în 1984. De asemenea, evoluează în Cupa IHF edițiile 1985, 1987 și 1988, atunci când se oprește în sferturile de finală ale competiției. La finele sezonului 1991-1992, retrogradează dar după numai un sezon revine în Divizia A.
În anii '90, singurele rezultate notabile sunt locul patru din sezonul 1996-1997, finala Cupei României din 1995, pierdută în fața lui Oltchim Râmnicu Vâlcea, și participările din Cupa Cupelor ediția 1995-96 și sfertul de finală din sezonul 1997-98 al Cupei Orașelor, actuala Cupă Challenge. Pentru prima oară începând din 1989, echipa atinge semifinalele Cupei României în 2002. Anul 2004 marchează aducerea la echipă a antrenoarei Mariana Târcă, fosta jucătoare a Rulmentului din anii '80. După un loc cinci în 2005, sezonul următor câștigă campionatul și cupa, iar pe plan european câștigă Cupa Challenge, învingând în finală o altă echipă românească CS Tomis Constanța. Lotul din acel sezon: Ionica Munteanu, Mihaela Crăcană, Maria Avram - portari, Mihaela Seifer, Aneta Barcan, Mihaela Urcan, Mihaela Zavragiu, Cosmina Damian, Alina Șorodoc, Valentina Radu, Nicoleta Molfea, Ramona Geană, Elena Avădanii, Slađana Dronić, Mihaela Niță, Gabriela Chițulescu, Cristina Niculae, Melinda Erdös, Gabriella Szabó, Roxana Bodîrlău și Ana Maria Hamciuc. Aurul câștigat în 2006, îi rezervă echipei brașovene participarea în Liga Campionilor ediția 2006-07, de unde este eliminată de FTC Budapesta, în turul 2 de calificare. Continuă în Cupa EHF, fiind eliminată în sferturile de finală de catre echipa Zvezda Zvenigorod, care va câștiga competiția. Parcursul european este completat de titlul de vicecampioană și de argintul din Cupei României 2006-2007. De asemenea, în 2007, Rulmentul a participat la prima ediție a Supercupei României, obținând medaliile de argint. Medaliile de argint obținute în 2007 asigura handbalului feminin brașovean o nouă prezență în competițiile europene rezervate echipelor de club, de data aceasta, Cupa Cupelor 2007-08. În care, Rulmentul elimină în turul 3, formația greacă GAS Anagennisi Artas, în optimi pe DVSC Aquaticum, în sferturi pe RK Krim Mercator Ljubljana și în semifinale echipa spaniolă AKABA BeraBera, pierzând ambele manșe ale finalei cu Larvik HK. În Liga Națională 2007-2008 se situează pentru al doilea an pe locul doi. Din iulie 2008, Rulmentul are un nou antrenor, Herbert Müller înlocuind-o pe Mariana Târcă. Sezonul 2008-2009, participă din nou la preliminariile Ligii Campionilor. Într-un turneu de calificare organizat la Herning, Danemarca, învinge pe ŠKP Bratislava și SPR ASSECO BS Lublin, dar este înfrântă de echipa daneză Ikast-Brande EH. Plasându-se pe locul doi nu s-a calificat în grupele Ligii Campionilor, dar a continuat în turul 3 al Cupei EHF. Elimină în turul 3 pe VOC Amsterdam, în optimi pe Fehérép Alcoa FKC, în sferturi pe Byasen HE, dar este oprită din drumul spre finală, în semifinale de către SD Itxako, cu românca Cristina Mihai în echipă. A treia medalie de argint obținută în ediția 2008-2009 a Ligii Naționale aduce o nouă șansă de calificare în Liga Campionilor. Turneu de calificare a fost organizat la Lublin, Polonia la care pe lângă Rulmentul vor participa: HC Sassari(Italia), Byasen HE(Norvegia) și gazdele de SPR Lublin SSA. Brașovencele au câștigat meciul cu HC Sassari 43-37, pierzând cu SPR Lublin 24-30 și Byasen 23-41. Clasându-se pe locul trei nu s-a calificat în grupele Ligii Campionilor, dar a intrat direct în turul 3 al Cupei EHF 2009-10. Sorții îi aduc ca adversară formația românească HCM Știința Baia Mare, prima manșă disputată pe teren propriu a fost câștigată 31-26, meciul de la Baia Mare aduce o înfrângere 28-37, și cu un total de 59-63, este eliminată din competiție. Problemele financiare își pun amprenta asupra evoluției echipei, după ce în intersezon a pierdut jucătoare importante și în timpul sezonului 2009-2010 pierde jucătoare din cauza restanțelor salariale, în ianuarie 2010 se desparte de Herbert Müller înlocuit cu Mariana Târcă, iar în campionat termină pe locul 12. Din noiembrie 2009, Rulmentul este preluat de către Primăria Brașov, iar în 2011 este preluat de către Asociația Sport Club Corona 2010 Brașov, club sportiv de drept privat, înființat în anul 2010, echipa purtând de atunci numele Corona Brașov.
În 2013, Corona dispută finala cupei, obținând medaliile de argint, după ce în sferturile de finală au reușit surpriza învingând Oltchim Râmnicu Vâlcea. În vara anului 2013, Aurelian Roșca este numit antrenor, dar în noiembrie 2013 este înlocuit cu Bogdan Burcea. După câțiva ani în care au ocupat poziții la mijlocul clasamentului Ligii Naționale, brașovencele obțin medaliile de argint în 2014. De asemenea, revin și în competițiile europene, jucând în turul 3 al Cupei Cupelor 2014-15, de unde sunt eliminate de RK Lokomotiva Zagreb. Corona încheie ediția 2014-2015 a Ligii Naționale pe locul III. În Cupa EHF, a depășit în turul 3 Iuventa Michalovce(65-55) și a fost oprită în optimi din drumul spre sferturi de către Astrahanocika(51-58). La sfârșitul sezonului 2015-2016, Corona a obținut, pentru al doilea an consecutiv, medaliile de bronz. Parcursul din Cupa EHF a început cu polonezele de la Pogon Baltica Szczecin, eliminate cu scorul general de 48-44, în optimi a trecut de HCM Roman (48–42), iar în sferturile de finală de danezele de la HC Odense (50–42). În semifinale cu TuS Metzingen, la Brașov meciul se încheie cu victoria sportivelor germane cu 26-22, iar la Tübingen situația se repetă, 30-23 pentru Metzingen și cu scorul general 56-45, Corona este eliminată din competiția europeană. În intersezon Mariana Târcă îl înlocuiește pe Bogdan Burcea, plecat la SCM Craiova. În ianuarie 2017, Târcă este demisă și înlocuită cu Dumitru Berbece (ianuarie-februarie 2017), urmat pe banca tehnică de Dragoș Dobrescu(februarie-mai 2017). Pentru prima oară după patru ani în sezonul 2016-2017 Corona se situează în afara podiumului pe locul VI, iar în Cupa EHF ajunge până în turul 2 de calificare. Din mai 2017, antrenor este numit Costică Buceschi, demis și înlocuit, în ianuarie 2017, cu Vasile Curițeanu care în februarie 2018, renunță și este urmat la conducerea tehnică a echipei de către Dragoș Dobrescu. Corona termină ediția 2017-2018 a Ligii Naționale pe locul șapte, în afara locurilor care asigură prezența în competițiile europene. Ion Crăciun este numit antrenor al Coronei în mai 2018.
În vara lui 2019 Clubul Sportiv Municipal Corona Brașov, înființat de către Primăria Brașov, a preluat ASC 2010 Corona Brașov.  La sfârșitul sezonului 2018-2019, echipa se poziționează pe locul V, obținând calificarea în Cupa EHF 2019-20. După ce a eliminat Super Amara Bera Bera, Corona a întâlnit formația românească CS Gloria 2018 Bistrița-Năsăud. În turul 3 (9 și 17 noiembrie 2019), scorul general a fost egal, 49-49, iar Corona Brașov s-a calificat în faza grupelor, datorită faptului că a înscris mai multe goluri în deplasare, 27 față de 22 de goluri cât a înscris CS Gloria 2018 Bistrița-Năsăud. Pe 19 noiembrie 2019, agenția română anti-doping (ANAD) a anunțat că a notificat trei sportive de la clubul de handbal Corona Brașov, Bianca Bazaliu, Cristina Laslo și Daciana Hosu, că sunt suspectate de utilizarea unei metode interzise, terapia cu laser intravenos. Pe 25 noiembrie, ANAD a decis suspendarea temporară a celor trei handbaliste. Ulterior, ancheta ANAD a fost extinsă împotriva tuturor jucătoarelor clubului. În consecință, în ședința sa din 3 decembrie 2019, Comisia Centrală de Disciplină a Federației Române de Handbal a decis suspendarea provizorie a tuturor jucătoarelor echipei Corona Brașov din toate competițiile organizate de FRH. Într-o nouă ședință desfășurată pe 5 decembrie, Comisia Centrală de Disciplină a decis ridicarea măsurii de suspendare provizorie dispusă anterior împotriva handbalistelor Andreea Chiricuță și Alicia Gogîrlă, după ce a luat la cunoștință că, în urma audierilor și verificărilor efectuate de ANAD, a rezultat că cele două sportive nu au efectuat terapia cu laser intravenos.  Pe 5 decembrie 2019, EHF a suspendat provizoriu echipa Corona Brașov și jucătoarele acesteia din competițiile europene de handbal iar pe 9 decembrie 2019, EHF a decis înlocuirea Coronei Brașov cu CS Gloria 2018 Bistrița-Năsăud în faza grupelor a Cupei EHF. Echipa a fost descalificată din Liga Națională, sezonul competițional 2019-2020. Pe 11 decembrie 2019, Comisia Centrală de Disciplină a decis excluderea echipei și din Cupa României ediția 2019-2020. Decizia, prin care echipa a fost descalificată din Liga Națională, a fost atacată cu apel de clubul brașovean, iar pe data de 1 ianuarie 2020 FRH a anunțat că „jocurile echipei CSM Corona Brașov (Liga Națională Feminin - Liga Florilor + Cupa României Fan Courier) vor fi amânate până la momentul publicării hotărârii definitive a Comisiei de Apel”. Pe 22 ianuarie 2020, Comisia Centrală de Apel a FRH a admis apelul formulat de CSM Corona Brașov și a modificat, în parte, hotărârea Comisiei Centrale de Disciplină din 6 decembrie 2019, sancționând echipa de handbal din Brașov cu „retrogradarea din Liga Națională „Liga Florilor MOL” ediția 2019-2020”, menținând în rest celelalte dispoziții ale hotărârii.
| Portari - 01 Daciana Hosu - 16 Viktoria Timoșenkova - 90 Diana Popescu Extreme Extreme stânga - 27 Andreea Chiricuță (împrumutată la CS Rapid București) - 33 Ana Maria Lopătaru - 34 Oana Căprar - 55 Ivona Pavićević Extreme dreapta - 06 Claudia Lăcătuș - 14 Marilena Neagu - 17 Nataša Nolevska Pivoți - 03 Georgiana Ciuciulete - 19 Elaine Gomes - 39 Georgiana Olaru | Linia de 9 metri Intermediari stânga - 10 Andreea Pătuleanu - 35 Bianca Lupașcu - 97 Bianca Bazaliu - 99 Sorina Tîrcă Centri - 05 Valentina Soreanu - 07 Eliza Buceschi - 13 Cristina Laslo Intermediari dreapta - 18 Daria Bucur - 77 Alicia Gogîrlă |

| Nume            | Naționalitate | Ocupație               |
| --------------- | ------------- | ---------------------- |
| Liviu Dragomir  | România       | Președinte             |
| Alina Teslărașu | România       | Coordonator secție     |
| Dragoș Stinghe  | România       | Organizator competiții |
| Mariana Târcă   | România       | Director tehnic        |
| Ion Crăciun     | România       | Antrenor principal     |
| Marius Novanc   | România       | Antrenor secund        |
| Marius Capră    | România       | Medic                  |
| Roxana Pană     | România       | Kinetoterapeut         |
| Csaba Szõcs     | România       | Maseur                 |

De asemenea, clubul brașovean a atacat hotărârea Comisiei Centrale de Disciplină din 11 decembrie 2019, prin care echipa a fost exclusă din Cupa României. Comisia Centrală de Apel a FRH a admis apelul formulat de CSM Corona Brașov, a desființat hotărârea Comisiei Centrală de Disciplină și judecând cauza pe fond a dispus sancționarea echipa de handbal din Brașov „cu pierderea jocului programat între CSU Știința București și CSM Corona Brașov contând pentru șaisprezecimile Cupei României Fan Curier ediția 2019-2020 cu scorul de 10–0”.
Pe 29 iunie 2020, la conducerea tehnică a echipei a fost numită Simona Gogîrlă. La turneul final ediția 2020-2021 a Diviziei A Corona Brașov a ratat promovarea directă în Liga Națională, fiind învinsă în semifinale de către CSU Știința București. Echipa brașoveană a ocupat locul III și astfel a participat la barajul de  promovare-retrogradare. Simona Gogîrlă a fost înlocuită, la expirarea contractului, pe 31 mai 2021, cu Alin Bondar. La barajul de  promovare-retrogradare, desfășurat în perioada 7–9 iunie 2021 la Buzău, Corona Brașov a pierdut meciurile cu echipele provenite din Liga Națională SCM Craiova și CS Dacia Mioveni 2012, câștigând doar meciul cu CSM Roman. În urma meciurilor disputate, terminând pe locul III al barajului, formația brașoveană nu a reușit să promoveze în Liga Națională. În sezonul 2021-2022 Corona Brașov a terminat pe locul III și astfel a ratat prezența la barajul de  promovare-retrogradare. După două încercări, la turneul final a Diviziei A ediția 2022-23 Corona Brașov s-a clasat pe locul I și astfel a promovat direct în Liga Națională.

## Echipa
Conform paginii oficiale a clubului:
| Portari - 01 Bianca Curmenț - 12 Anica Gudelj - 16 Raluca Rădoi Extreme Extreme stânga - 19 Alexandra Dumitrașcu - 20 Cristina Iordachi - 22 Larissa Araújo - 88 Luana Iliescu Extreme dreapta - 14 Marilena Neagu - 33 Katarina Krpež Šlezak - 44 Flavia Munteanu Pivoți - 10 Itana Čavlović - 17 Bianca Voica - 71 Bobana Klikovac | Linia de 9 metri Centri - 11 Harma van Kreij - 24 Alisia Boiciuc Intermediari stânga - 13 Ana Maria Văcariu - 28 Laura Lasm - 89 Cristina Burcea-Zamfir Intermediari dreapta - 09 Jelena Živković - 35 Azenaide Carlos |

## Banca tehnică și conducerea administrativă
Conform paginii oficiale a clubului și a presei:
| Nume              | Ocupație                |
| ----------------- | ----------------------- |
|                   | Președinte              |
| Alexandru Dedu    | Manager general sportiv |
| Mircea Cucuian    | Coordonator secție      |
| Dragoș Stinghe    | Inspector sportiv       |
| Aurelia Brădeanu  | Director tehnic         |
| Bogdan Burcea     | Antrenor principal      |
| Mihaela Ciubotaru | Antrenor secund         |
| Eugen Ciulei      | Antrenor cu portarii    |
| Liviu Dumitru     | Preparator fizic        |
| Jean Soós         | Medic                   |
| Csaba Szõcs       | Maseur                  |
| Adrian Ghiurluc   | Analist video           |

## Marcatoare în competițiile europene
Conform Federației Europene de Handbal și Federației Române de Handbal:
| Sezon   | Competiție       | Poz. | Nume                                  | Goluri |  |  |
| ------- | ---------------- | ---- | ------------------------------------- | ------ |  |  |
|         |                  |      |                                       |        |  |  |
| 2005-06 | Cupa Challenge   |      |                                       |        |  |  |
| 2005-06 | Cupa Challenge   | 1    | Elena Avădanii                        | 44     |  |  |
| 2005-06 | Cupa Challenge   | 2    | Valentina Radu                        | 36     |  |  |
| 2005-06 | Cupa Challenge   | 3    | Aneta Barcan                          | 35     |  |  |
| 2005-06 | Cupa Challenge   | 4    | Cristina Niculae                      | 33     |  |  |
| 2005-06 | Cupa Challenge   | 5    | Mihaela Urcan                         | 23     |  |  |
| 2005-06 | Cupa Challenge   | 6    | Alina Șorodoc                         | 21     |  |  |
| 2005-06 | Cupa Challenge   | 7    | Slađana Dronić                        | 18     |  |  |
| 2005-06 | Cupa Challenge   | 8    | Mihaela Zavragiu                      | 17     |  |  |
| 2005-06 | Cupa Challenge   | 9    | Ramona Geană                          | 11     |  |  |
| 2005-06 | Cupa Challenge   | 10   | Gabriela Chițulescu                   | 10     |  |  |
| 2005-06 | Cupa Challenge   | 11   | Nicoleta Molfea                       | 9      |  |  |
| 2005-06 | Cupa Challenge   | 12   | Melinda Erdös                         | 8      |  |  |
| 2005-06 | Cupa Challenge   | 13   | Cosmina Damian                        | 7      |  |  |
| 2005-06 | Cupa Challenge   | 14   | Ana Maria Hamciuc                     | 4      |  |  |
| 2005-06 | Cupa Challenge   | 15   | Mihaela Niță                          | 1      |  |  |
| 2005-06 | Cupa Challenge   |      |                                       |        |  |  |
| 2006-07 | Liga Campionilor |      |                                       |        |  |  |
| 2006-07 | Liga Campionilor | 1    | Mihaela Răceală                       | 23     |  |  |
| 2006-07 | Liga Campionilor | 2    | Cristina Neagu                        | 18     |  |  |
| 2006-07 | Liga Campionilor | 3    | Alina Șorodoc                         | 12     |  |  |
| 2006-07 | Liga Campionilor | 3    | Simona Vintilă                        | 12     |  |  |
| 2006-07 | Liga Campionilor | 4    | Cristina Niculae                      | 10     |  |  |
| 2006-07 | Liga Campionilor | 5    | Elena Avădanii                        | 9      |  |  |
| 2006-07 | Liga Campionilor | 6    | Simona Spiridon                       | 8      |  |  |
| 2006-07 | Liga Campionilor | 7    | Yeliz Yılmaz                          | 7      |  |  |
| 2006-07 | Liga Campionilor | 8    | Aneta Barcan                          | 4      |  |  |
| 2006-07 | Liga Campionilor | 8    | Mihaela Zavragiu                      | 4      |  |  |
| 2006-07 | Liga Campionilor | 9    | Alina Braniște                        | 3      |  |  |
| 2006-07 | Liga Campionilor | 10   | Roxana Bodîrlău                       | 2      |  |  |
| 2006-07 | Liga Campionilor | 11   | Cosmina Damian                        | 1      |  |  |
| 2006-07 | Liga Campionilor | 11   | Vita Muhina                           | 1      |  |  |
| 2006-07 | Liga Campionilor | 11   | Mihaela Seifer                        | 1      |  |  |
|         |                  |      |                                       |        |  |  |
| 2006-07 | Cupa EHF         |      |                                       |        |  |  |
| 2006-07 | Cupa EHF         | 1    | Aneta Barcan                          | 21     |  |  |
| 2006-07 | Cupa EHF         | 2    | Cristina Neagu                        | 20     |  |  |
| 2006-07 | Cupa EHF         | 3    | Cristina Niculae                      | 14     |  |  |
| 2006-07 | Cupa EHF         | 3    | Simona Vintilă                        | 14     |  |  |
| 2006-07 | Cupa EHF         | 4    | Alina Șorodoc                         | 13     |  |  |
| 2006-07 | Cupa EHF         | 5    | Elena Avădanii                        | 10     |  |  |
| 2006-07 | Cupa EHF         | 6    | Mihaela Răceală                       | 7      |  |  |
| 2006-07 | Cupa EHF         | 6    | Yeliz Yılmaz                          | 7      |  |  |
| 2006-07 | Cupa EHF         | 6    | Mihaela Zavragiu                      | 7      |  |  |
| 2006-07 | Cupa EHF         | 7    | Cosmina Damian                        | 5      |  |  |
| 2006-07 | Cupa EHF         | 7    | Patricia Vizitiu                      | 5      |  |  |
| 2006-07 | Cupa EHF         | 8    | Nicoleta Alexandrescu                 | 3      |  |  |
| 2006-07 | Cupa EHF         | 9    | Roxana Bodîrlău                       | 2      |  |  |
| 2006-07 | Cupa EHF         | 10   | Vita Muhina                           | 1      |  |  |
| 2006-07 | Cupa EHF         | 10   | Çağla Yılmaz                          | 1      |  |  |
|         |                  |      |                                       |        |  |  |
| 2007-08 | Cupa Cupelor     |      |                                       |        |  |  |
| 2007-08 | Cupa Cupelor     | 1    | Cristina Neagu                        | 66     |  |  |
| 2007-08 | Cupa Cupelor     | 2    | Simona Gogîrlă                        | 47     |  |  |
| 2007-08 | Cupa Cupelor     | 3    | Cristina Niculae                      | 37     |  |  |
| 2007-08 | Cupa Cupelor     | 4    | Patricia Vizitiu                      | 27     |  |  |
| 2007-08 | Cupa Cupelor     | 5    | Woo Sun Hee                           | 25     |  |  |
| 2007-08 | Cupa Cupelor     | 6    | Nicoleta Alexandrescu                 | 21     |  |  |
| 2007-08 | Cupa Cupelor     | 7    | Aneta Barcan                          | 18     |  |  |
| 2007-08 | Cupa Cupelor     | 8    | Alina Șorodoc                         | 15     |  |  |
| 2007-08 | Cupa Cupelor     | 9    | Cosmina Damian                        | 6      |  |  |
| 2007-08 | Cupa Cupelor     | 9    | Juliana do Espirito Ferreira de Sousa | 6      |  |  |
| 2007-08 | Cupa Cupelor     | 10   | Simona Vintilă                        | 5      |  |  |
| 2007-08 | Cupa Cupelor     | 11   | Ornela Rogan                          | 4      |  |  |
| 2007-08 | Cupa Cupelor     | 12   | Nicoleta Molfea                       | 3      |  |  |
| 2007-08 | Cupa Cupelor     | 13   | Elena Avădanii                        | 2      |  |  |
| 2007-08 | Cupa Cupelor     | 13   | Roxana Bodîrlău                       | 2      |  |  |
| 2007-08 | Cupa Cupelor     | 14   | Mihaela Zavragiu                      | 1      |  |  |
|         |                  |      |                                       |        |  |  |
| 2008-09 | Liga Campionilor |      |                                       |        |  |  |
| 2008-09 | Liga Campionilor | 1    | Simona Gogîrlă                        | 22     |  |  |
| 2008-09 | Liga Campionilor | 1    | Ionela Stanca                         | 22     |  |  |
| 2008-09 | Liga Campionilor | 2    | Alexandrina Barbosa                   | 19     |  |  |
| 2008-09 | Liga Campionilor | 3    | Carmen Amariei                        | 13     |  |  |
| 2008-09 | Liga Campionilor | 4    | Nicoleta Alexandrescu                 | 10     |  |  |
| 2008-09 | Liga Campionilor | 5    | Lidija Horvat                         | 8      |  |  |
| 2008-09 | Liga Campionilor | 5    | Miriam Simakova                       | 8      |  |  |
| 2008-09 | Liga Campionilor | 6    | Gabriella Juhász                      | 2      |  |  |
| 2008-09 | Liga Campionilor | 6    | Cristina Niculae                      | 2      |  |  |
| 2008-09 | Liga Campionilor | 7    | Aneta Barcan                          | 1      |  |  |
|         |                  |      |                                       |        |  |  |
| 2008-09 | Cupa EHF         |      |                                       |        |  |  |
| 2008-09 | Cupa EHF         | 1    | Alexandrina Barbosa                   | 56     |  |  |
| 2008-09 | Cupa EHF         | 2    | Ionela Stanca                         | 51     |  |  |
| 2008-09 | Cupa EHF         | 3    | Carmen Amariei                        | 41     |  |  |
| 2008-09 | Cupa EHF         | 4    | Simona Gogîrlă                        | 20     |  |  |
| 2008-09 | Cupa EHF         | 5    | Nicoleta Alexandrescu                 | 18     |  |  |
| 2008-09 | Cupa EHF         | 6    | Lidija Horvat                         | 14     |  |  |
| 2008-09 | Cupa EHF         | 6    | Cristina Neagu                        | 14     |  |  |
| 2008-09 | Cupa EHF         | 7    | Cristina Niculae                      | 12     |  |  |
| 2008-09 | Cupa EHF         | 8    | Aneta Barcan                          | 7      |  |  |
| 2008-09 | Cupa EHF         | 8    | Patricia Vizitiu                      | 7      |  |  |
| 2008-09 | Cupa EHF         | 9    | Woo Sun Hee                           | 6      |  |  |
| 2008-09 | Cupa EHF         | 10   | Gabriella Juhász                      | 5      |  |  |
| 2008-09 | Cupa EHF         | 10   | Simona Vintilă                        | 5      |  |  |
| 2008-09 | Cupa EHF         | 11   | Alina Șorodoc                         | 3      |  |  |
| 2008-09 | Cupa EHF         | 11   | Miriam Simakova                       | 3      |  |  |
| 2008-09 | Cupa EHF         | 12   | Cosmina Damian                        | 1      |  |  |
|         |                  |      |                                       |        |  |  |
| 2009-10 | Liga Campionilor |      |                                       |        |  |  |
| 2009-10 | Liga Campionilor | 1    | Alexandrina Barbosa                   | 24     |  |  |
| 2009-10 | Liga Campionilor | 2    | Nicoleta Alexandrescu                 | 17     |  |  |
| 2009-10 | Liga Campionilor | 2    | Simona Gogîrlă                        | 17     |  |  |
| 2009-10 | Liga Campionilor | 3    | Alexandra Gogoriță                    | 9      |  |  |
| 2009-10 | Liga Campionilor | 4    | Cristina Niculae                      | 8      |  |  |
| 2009-10 | Liga Campionilor | 5    | Georgeta Diniș-Vârtic                 | 5      |  |  |
| 2009-10 | Liga Campionilor | 6    | Aneta Barcan                          | 4      |  |  |
| 2009-10 | Liga Campionilor | 6    | Carmen Ilie                           | 4      |  |  |
| 2009-10 | Liga Campionilor | 7    | Roxana Cherăscu                       | 2      |  |  |
|         |                  |      |                                       |        |  |  |
| 2009-10 | Cupa EHF         |      |                                       |        |  |  |
| 2009-10 | Cupa EHF         | 1    | Nicoleta Alexandrescu                 | 14     |  |  |
| 2009-10 | Cupa EHF         | 2    | Simona Gogîrlă                        | 13     |  |  |
| 2009-10 | Cupa EHF         | 3    | Cristina Niculae                      | 9      |  |  |
| 2009-10 | Cupa EHF         | 4    | Roxana Cherescu                       | 6      |  |  |
| 2009-10 | Cupa EHF         | 5    | Carmen Ilie                           | 4      |  |  |
| 2009-10 | Cupa EHF         | 6    | Aneta Barcan                          | 3      |  |  |
| 2009-10 | Cupa EHF         | 6    | Georgeta Diniș-Vârtic                 | 3      |  |  |
| 2009-10 | Cupa EHF         | 7    | Alexandra Gogoriță                    | 2      |  |  |
| 2009-10 | Cupa EHF         |      |                                       |        |  |  |
| 2013-14 | Cupa Cupelor     |      |                                       |        |  |  |
| 2013-14 | Cupa Cupelor     | 1    | Diana Druțu                           | 10     |  |  |
| 2013-14 | Cupa Cupelor     | 2    | Laura Chiper                          | 8      |  |  |
| 2013-14 | Cupa Cupelor     | 3    | Camelia Hotea                         | 7      |  |  |
| 2013-14 | Cupa Cupelor     | 4    | Cristina Zamfir                       | 5      |  |  |
| 2013-14 | Cupa Cupelor     | 5    | Aurelia Brădeanu                      | 4      |  |  |
| 2013-14 | Cupa Cupelor     | 5    | Oana Apetrei                          | 4      |  |  |
| 2013-14 | Cupa Cupelor     | 6    | Andreea Pricopi                       | 3      |  |  |
| 2013-14 | Cupa Cupelor     | 7    | Adriana Țăcălie                       | 2      |  |  |
| 2013-14 | Cupa Cupelor     | 8    | Daniela Rațiu                         | 1      |  |  |
|         |                  |      |                                       |        |  |  |
| 2014-15 | Cupa EHF         |      |                                       |        |  |  |
| 2014-15 | Cupa EHF         | 1    | Cristina Zamfir                       | 27     |  |  |
| 2014-15 | Cupa EHF         | 2    | Aurelia Brădeanu                      | 22     |  |  |
| 2014-15 | Cupa EHF         | 3    | Laura Chiper                          | 15     |  |  |
| 2014-15 | Cupa EHF         | 4    | Camelia Hotea                         | 14     |  |  |
| 2014-15 | Cupa EHF         | 5    | Oana Apetrei                          | 5      |  |  |
| 2014-15 | Cupa EHF         | 5    | Marilena Neagu                        | 5      |  |  |
| 2014-15 | Cupa EHF         | 5    | Andreea Pricopi                       | 5      |  |  |
| 2014-15 | Cupa EHF         | 5    | Daniela Rațiu                         | 5      |  |  |
| 2014-15 | Cupa EHF         | 5    | Adriana Țăcălie                       | 5      |  |  |
| 2014-15 | Cupa EHF         | 6    | Nicoleta Dincă                        | 4      |  |  |
| 2014-15 | Cupa EHF         | 7    | Oana Bondar                           | 3      |  |  |
| 2014-15 | Cupa EHF         | 7    | Mihaela Briscan                       | 3      |  |  |
| 2014-15 | Cupa EHF         | 7    | Nicoleta Tudor                        | 3      |  |  |
|         |                  |      |                                       |        |  |  |
| 2015-16 | Cupa EHF         |      |                                       |        |  |  |
| 2015-16 | Cupa EHF         | 1    | Cristina Zamfir                       | 57     |  |  |
| 2015-16 | Cupa EHF         | 2    | Carmen Cartaș                         | 33     |  |  |
| 2015-16 | Cupa EHF         | 3    | Camelia Hotea                         | 21     |  |  |
| 2015-16 | Cupa EHF         | 3    | Andreea Pricopi                       | 21     |  |  |
| 2015-16 | Cupa EHF         | 4    | Laura Chiper                          | 20     |  |  |
| 2015-16 | Cupa EHF         | 5    | Marilena Neagu                        | 12     |  |  |
| 2015-16 | Cupa EHF         | 6    | Nicoleta Dincă                        | 7      |  |  |
| 2015-16 | Cupa EHF         | 7    | Oana Bondar                           | 6      |  |  |
| 2015-16 | Cupa EHF         | 8    | Daniela Rațiu                         | 5      |  |  |
| 2015-16 | Cupa EHF         | 9    | Mihaela Briscan                       | 3      |  |  |
| 2015-16 | Cupa EHF         | 10   | Adriana Țăcălie                       | 2      |  |  |
| 2015-16 | Cupa EHF         | 11   | Ana Maria Berbece                     | 1      |  |  |
| 2015-16 | Cupa EHF         | 11   | Cristina Crețu                        | 1      |  |  |
| 2015-16 | Cupa EHF         | 11   | Anișoara Marcu                        | 1      |  |  |
|         |                  |      |                                       |        |  |  |
| 2016-17 | Cupa EHF         |      |                                       |        |  |  |
| 2016-17 | Cupa EHF         | 1    | Marilena Neagu                        | 20     |  |  |
| 2016-17 | Cupa EHF         | 2    | Sorina Tîrcă                          | 19     |  |  |
| 2016-17 | Cupa EHF         | 3    | Nicoleta Dincă                        | 12     |  |  |
| 2016-17 | Cupa EHF         | 4    | Laura Chiper                          | 11     |  |  |
| 2016-17 | Cupa EHF         | 4    | Camelia Hotea                         | 11     |  |  |
| 2016-17 | Cupa EHF         | 5    | Mihaela Briscan                       | 8      |  |  |
| 2016-17 | Cupa EHF         | 6    | Adriana Crăciun                       | 7      |  |  |
| 2016-17 | Cupa EHF         | 7    | Georgiana Ciuciulete                  | 6      |  |  |
| 2016-17 | Cupa EHF         | 7    | Cristina Crețu                        | 6      |  |  |
| 2016-17 | Cupa EHF         | 8    | Oana Bondar                           | 5      |  |  |
| 2016-17 | Cupa EHF         | 8    | Andreea Pricopi                       | 5      |  |  |
| 2016-17 | Cupa EHF         | 9    | Daria Bucur                           | 4      |  |  |
| 2016-17 | Cupa EHF         | 9    | Daniela Corban                        | 4      |  |  |
| 2016-17 | Cupa EHF         | 10   | Carmen Cartaș                         | 3      |  |  |
| 2016-17 | Cupa EHF         | 10   | Mihaela Tivadar                       | 3      |  |  |
| 2016-17 | Cupa EHF         | 11   | Denisa Dedu                           | 2      |  |  |
| 2019-20 | Cupa EHF         |      |                                       |        |  |  |
| 2019-20 | Cupa EHF         | 1    | Sorina Tîrcă                          | 28     |  |  |
| 2019-20 | Cupa EHF         | 2    | Ivona Pavićević                       | 15     |  |  |
| 2019-20 | Cupa EHF         | 3    | Eliza Buceschi                        | 13     |  |  |
| 2019-20 | Cupa EHF         | 3    | Cristina Laslo                        | 13     |  |  |
| 2019-20 | Cupa EHF         | 4    | Georgiana Ciuciulete                  | 12     |  |  |
| 2019-20 | Cupa EHF         | 4    | Marilena Neagu                        | 12     |  |  |
| 2019-20 | Cupa EHF         | 5    | Bianca Bazaliu                        | 11     |  |  |
| 2019-20 | Cupa EHF         | 6    | Elaine Gomes                          | 6      |  |  |
| 2019-20 | Cupa EHF         | 7    | Daria Bucur                           | 5      |  |  |
| 2019-20 | Cupa EHF         | 8    | Ana Maria Lopătaru                    | 1      |  |  |

| Poz. | Nume                                  | Goluri |
| ---- | ------------------------------------- | ------ |
|      |                                       |        |
| 1    | Cristina Niculae                      | 125    |
| 2    | Simona Gogîrlă                        | 121    |
| 3    | Cristina Neagu                        | 118    |
| 4    | Alexandrina Barbosa                   | 99     |
| 5    | Cristina Zamfir                       | 86     |
| 6    | Aneta Bărcan                          | 83     |
| 6    | Nicoleta Alexandrescu                 | 83     |
| 7    | Ionela Stanca                         | 73     |
| 8    | Elena Avadanii                        | 65     |
| 9    | Carmen Amariei                        | 54     |
| 9    | Laura Chiper                          | 54     |
| 9    | Alina Șorodoc                         | 54     |
| 10   | Marilena Neagu                        | 49     |
| 11   | Camelia Hotea                         | 53     |
| 12   | Sorina Tîrcă                          | 47     |
| 13   | Patricia Vizitiu                      | 39     |
| 14   | Carmen Cartaș                         | 36     |
| 14   | Valentina Radu                        | 36     |
| 14   | Simona Vintilă                        | 36     |
| 15   | Andreea Pricopi                       | 34     |
| 16   | Woo Sun Hee                           | 31     |
| 17   | Mihaela Răceală                       | 30     |
| 18   | Mihaela Zavragiu                      | 29     |
| 19   | Aurelia Brădeanu                      | 26     |
| 19   | Mihaela Tivadar                       | 26     |
| 20   | Nicoleta Dincă                        | 23     |
| 21   | Lidija Horvat                         | 22     |
| 22   | Cosmina Damian                        | 20     |
| 23   | Georgiana Ciuciulete                  | 18     |
| 23   | Sladana Dronič                        | 18     |
| 24   | Adriana Țăcălie/Adriana Crăciun       | 16     |
| 25   | Ivona Pavićević                       | 15     |
| 26   | Oana Bondar                           | 14     |
| 26   | Mihaela Briscan                       | 14     |
| 26   | Yeliz Yılmaz                          | 14     |
| 27   | Eliza Buceschi                        | 13     |
| 27   | Cristina Laslo                        | 13     |
| 28   | Nicoleta Molfea                       | 12     |
| 29   | Bianca Bazaliu                        | 11     |
| 29   | Ramona Geană                          | 11     |
| 29   | Alexandra Gogoriță                    | 11     |
| 29   | Daniela Rațiu                         | 11     |
| 29   | Miriam Simakova                       | 11     |
| 30   | Gabriela Chițulescu                   | 10     |
| 30   | Diana Druțu                           | 10     |
| 31   | Oana Apetrei                          | 9      |
| 31   | Daria Bucur                           | 9      |
| 32   | Roxana Cherăscu                       | 8      |
| 32   | Georgeta Diniș-Vârtic                 | 8      |
| 32   | Melinda Erdös                         | 8      |
| 32   | Carmen Ilie                           | 8      |
| 32   | Simona Spiridon                       | 8      |
| 33   | Cristina Crețu                        | 7      |
| 33   | Gabriella Juhász                      | 7      |
| 34   | Roxana Bodîrlău                       | 6      |
| 34   | Juliana do Espirito Ferreira de Sousa | 6      |
| 35   | Daniela Corban                        | 4      |
| 35   | Ana Maria Hamciuc                     | 4      |
| 35   | Ornela Rogan                          | 4      |
| 36   | Alina Braniște                        | 3      |
| 36   | Nicoleta Tudor                        | 3      |
| 37   | Denisa Dedu                           | 2      |
| 37   | Vita Muhina                           | 2      |
| 38   | Ana Maria Berbece                     | 1      |
| 38   | Ana Maria Lopătaru                    | 1      |
| 38   | Anișoara Marcu                        | 1      |
| 38   | Mihaela Niță                          | 1      |
| 38   | Mihaela Seifer                        | 1      |
| 38   | Çağla Yılmaz                          | 1      |

## Marcatoare în competițiile naționale
| Sezon            | Nume | Goluri |
| ---------------- | ---- | ------ |
|                  |      |        |
| 2012-13          |      |        |
| Marilena Burghel | 78   |        |
|                  |      |        |
| 2013-14          |      |        |
| Aurelia Brădeanu | 162  |        |
|                  |      |        |
| 2014-15          |      |        |
| Cristina Zamfir  | 193  |        |
|                  |      |        |
| 2015-16          |      |        |
| Cristina Zamfir  | 202  |        |
|                  |      |        |
| 2016-17          |      |        |
| Laura Chiper     | 136  |        |
|                  |      |        |
| 2017-18          |      |        |
| Eliza Buceschi   | 122  |        |
|                  |      |        |
| 2018-19          |      |        |
| Sorina Tîrcă     | 111  |        |
|                  |      |        |
| 2019-20          |      |        |
| Sorina Tîrcă     | 68✳  |        |
|                  |      |        |
| 2023-24          |      |        |
| Matea Pletikosić | 107  |        |

| Sezon          | Nume | Goluri |
| -------------- | ---- | ------ |
|                |      |        |
| 2020-21        |      |        |
| Alicia Gogîrlă | 74   |        |

| Ediție            | Nume | Goluri |
| ----------------- | ---- | ------ |
|                   |      |        |
| 2012-13           |      |        |
| Laura Chiper      | 36   |        |
|                   |      |        |
| 2013-14           |      |        |
| Aurelia Brădeanu  | 35   |        |
|                   |      |        |
| 2014-15           |      |        |
| Andreea Pricopi   | 7    |        |
|                   |      |        |
| 2015-16           |      |        |
| Cristina Zamfir   | 9    |        |
|                   |      |        |
| 2016-17           |      |        |
| Nicoleta Dincă    | 7    |        |
|                   |      |        |
| 2017-18           |      |        |
| Sorina Tîrcă      | 13   |        |
|                   |      |        |
| 2018-19           |      |        |
| Sorina Tîrcă      | 12   |        |
|                   |      |        |
| 2018-19           |      |        |
| Sorina Tîrcă      | 12   |        |
|                   |      |        |
| 2021-22           |      |        |
| Ana Maria Văcariu | 17   |        |
|                   |      |        |
| 2022-23           |      |        |
| Patricia Moraru   | 15   |        |
|                   |      |        |
| 2023-24           |      |        |
| Bobana Klikovac   | 13   |        |

| Ediție         | Nume | Goluri |
| -------------- | ---- | ------ |
|                |      |        |
| 2006-07        |      |        |
| Simona Gogîrlă | 6    |        |

✳ Corona Brașov a fost retrogradată din campionat după etapa a XI-a din sezonul 2019-2020, iar rezultatele din meciurile susținute de Corona Brașov au fost anulate.

## Antrenori
| Perioadă                           | Antrenor principal | Antrenor secund                  | Echipă                                      |
| ---------------------------------- | ------------------ | -------------------------------- | ------------------------------------------- |
| 8 iunie 2024–                      | Bogdan Burcea      | Mihaela Ciobotaru                | CSM Corona Brașov                           |
| 27 noiembrie 2023–8 iunie 2024     | Mihaela Ciobotaru  | Iulian Stamate                   | CSM Corona Brașov                           |
| 31 mai 2021–27 noiembrie 2023      | Alin Bondar        | Răzvan Udriștoiu                 | CSM Corona Brașov                           |
| 29 iunie 2020–31 mai 2021          | Simona Gogîrlă     | Vasile Curițeanu                 | CSM Corona Brașov                           |
| 2 iulie 2018–29 iunie 2020         | Ion Crăciun        | Marius Novanc Anton Gică         | ASC Corona 2010 Brașov/ CSM Corona Brașov   |
| 14 februarie 2018–19 mai 2018      | Dragoș Dobrescu    |                                  | ASC Corona 2010 Brașov                      |
| 19 ianuarie 2018–14 februarie 2018 | Vasile Curițeanu   | Dragoș Dobrescu                  | ASC Corona 2010 Brașov                      |
| 18 mai 2017–19 ianuarie 2018       | Costică Buceschi   | Dragoș Dobrescu                  | ASC Corona 2010 Brașov                      |
| 21 februarie 2017–18 mai 2017      | Dragoș Dobrescu    |                                  | ASC Corona 2010 Brașov                      |
| 9 ianuarie 2017–19 februarie 2017  | Dumitru Berbece    |                                  | ASC Corona 2010 Brașov                      |
| 14 iunie 2016–7 ianuarie 2017      | Mariana Târcă      | Dumitru Berbece                  | ASC Corona 2010 Brașov                      |
| 4 noiembrie 2013–17 mai 2016       | Bogdan Burcea      | Dumitru Berbece Vasile Curițeanu | ASC Corona 2010 Brașov                      |
| 8 iunie 2013–4 noiembrie 2013      | Aurelian Roșca     | Vasile Curițeanu                 | ASC Corona 2010 Brașov                      |
| 6 ianuarie 2010–8 iunie 2013       | Mariana Târcă      | Dumitru Berbece                  | CS Rulmentul Brașov/ ASC Corona 2010 Brașov |
| iulie 2008–6 ianuarie 2010         | Herbert Müller     | Helfried Müller                  | CS Rulmentul Brașov                         |
| 2004–2 iulie 2008                  | Mariana Târcă      | Anton Gică Aurelian Roșca        | CS Rulmentul Brașov                         |

## Jucătoare notabile
| - Carmen Amariei - Nicoleta Alexandrescu - Ildiko Barbu - Ana Maria Berbece - Alina Braniște - Aurelia Brădeanu - Oana Bondar - Carmen Cartaș - Oana Cîrstea - Laura Chiper - Denisa Dedu - Georgeta Diniș-Vârtic - Natalia Fonseca - Macarena Gandulfo - Simona Gogîrlă - Camelia Hotea - Ștefania Lazăr - Rodica Marian - Patricia Moraru - Elena Munteanu - Ionica Munteanu - Cristina Neagu - Cristina Niculae - Irene Oancea | - Matea Pletikosić - Gabriela Rotiș - Simona Spiridon - Ionela Stanca - Alina Șorodoc - Mariana Târcă - Mihaela Tivadar - Adriana Țăcălie - Simona Vintilă - Patricia Vizitiu - Cristina Zamfir - Alexandrina Barbosa - Marina Dmitrović - Slađana Dronić - Lidija Horvat - Gabriella Juhász - Woo Sun Hee - Miriam Simakova - Juliana do Espirito Ferreira de Sousa - Natalia Spirova - Fie Woller - Çagla Yilmaz - Yeliz Yılmaz |

## Antrenori notabili
- Dumitru Popescu Colibași
- Ferencz Lechner
- Remus Drăgănescu
- Mariana Târcă
- Herbert Müller
- Aurelian Roșca
- Bogdan Burcea
- Costică Buceschi
- Ion Crăciun